# Agnes Moorehead
Agnes Moorehead (født 6. december 1900, død 30. april 1974) var en amerikansk skuespiller.
Hun var datter af en presbyteriansk præst, og som en tre-årig begyndte hun at spille teater. Elleve år gammel gjorde hun sin professionelle debut i balletten og koret ved St. Louis Opera.
Efter eksamen fra college underviste hun i tale og drama. Fra 1928 havde hun mindre roller på Broadway, men satsede derefter på radioen, hvor hun medvirkede i flere radioprogrammer.
I 1940 sluttede hun sig til Orson Welles' Mercury Theatre Company og filmdebuterede i 1941 i Welles' film Citizen Kane, hvor hun lavede en mindeværdig rolle som Kanes mor. I 1942 blev hun nomineret til en Oscar for bedste kvindelige birolle i Familien Ambersons.
Hun blev nomineret til en Oscar fire gange. Hun havde en bred vidde, men var til sin fordel i roller som dominerende, neurotiske kvinder. På tv optrådte hun i tv-serien Bewitched (1964-1972).
Moorehead døde i 1974 i livmoderkræft. Mange andre, der arbejdede på optagelsen af  Erobreren (1956), blev også ramt af kræft; Moorehead (og andre) mistænkte, at kræften var forårsaget af radioaktivt deponering fra atomvåbenprøvning udført i nærheden af filmens optagelsessted.